# 1704 a tudományban
Az 1704. év a tudományban és a technikában.

## Fizika
- Megjelenik Isaac Newton Optika című műve. (Opticks or, a Treatise of the reflexions, refractions, inflexions and colours of light.)

## Meteorológia
- Daniel Defoe dokumentálja az 1703-as Nagy Vihart The Storm néven

## Publikálás
- John Harris publikálja az első kiadását a Lexicon Technicumnak mely az első tudományos szótár.

## Technika
- Francis Hauksbee brit mérnök feltalálja a második elektromos gépet.

## Születések
- február 28. - Louis Godin csillagász († 1760)
- június 4. - Benjamin Huntsman feltaláló († 1776)
- június 17. - John Kay feltaláló († 1780)
- július 31. - Gabriel Cramer matematikus († 1752)
- William Battie pszichiáter († 1776)
- Richard Pococke antropológus és felfedező († 1765)

## Halálozások
- február 2. - Guillaume de L’Hôpital matematikus (* 1661)
- április 15. - Johann van Waveren Hudde matematikus (* 1628)
- július 7. - Pierre-Charles Le Sueur felfedező (* kb 1657)